# Campeonato Nacional Femenil
El Campeonato Nacional Femenil (Mexican National Women's Championship en inglés) es un campeonato femenino de lucha libre profesional defendido en el Consejo Mundial de Lucha Libre. Este título fue creado en 1955. El campeonato sirvió para luchadoras sancionadas por la Comisión de Box y Lucha Libre de México, D.F.. Si bien la Comisión aprueba el título, no promueve los eventos en los que se defiende el Campeonato. El campeonato está promovida actualmente por la empresa Consejo Mundial de Lucha Libre (CMLL) y anteriormente ha sido también promovida por Asistencia Asesoría y Administración (AAA). La campeona actual es Reyna Isis, quien se encuentra en su segundo reinado.
El campeonato es uno de los campeonatos de lucha profesional femenina más antiguos y aún promovidos, precedido solo por el Campeonato Mundial Femenil de la NWA que se creó en 1954, mientras que la primera campeona mexicana fue coronada en 1955.

## Historia
Las luchadoras femeninas aparecieron por primera vez en México en 1935 cuando las luchadoras como Mac Stein, Teddy Meyers, Katherine Hart y Dont Apollo, con base en los Estados Unidos, lucharon en Arena México. A las mujeres no se les permitiría luchar nuevamente en México hasta 1942 y luego nuevamente en 1945, pero cada vez las promotoras mexicanas traían mujeres de los Estados Unidos. A principios de la década de 1950, Jack O'Brien, un luchador exitoso en las décadas de 1930 y 1940, entrenó a varias mujeres mexicanas. El grupo incluyó a Chabela Romero, La Enfermera, Irma González, Rosita Williams y La Dama Enmascarada. La primera campeona mexicana reconocida fue La Dama Enmascarada que ganó un torneo en Monterrey en la primera mitad de 1955.
A fines de la década de 1950, el regente de la Ciudad de México, Ernesto P. Uruchurtu, prohibió la lucha de mujeres en la Ciudad de México, relegándolas a espectáculos menores en otros estados mexicanos. El linaje del campeonato desde 1959 hasta que se suspendió la prohibición de la lucha de mujeres en la Ciudad de México en la Ciudad de México en 1986 no está claro y fue indocumentado por un largo período de tiempo. 
En 1986, la Comisión de Box y Lucha Libre de México, D.F. (la Comisión de Lucha y Boxeo de la Ciudad de México) comenzó a otorgar licencias a luchadoras para trabajar en la Ciudad de México y reconoció oficialmente a Reyna Gallegos como la "Campeona Nacional de Mujeres Mexica|nas", basada en el hecho de que ella fue la Campeona de Mujeres Mexicana reinante, adoptando el linaje del campeonato de forma retroactiva. La comisión le permitió a Empresa Mexicana de Lucha Libre para promover el campeonato y determinar quién debería desafiarlo o ganarlo. A diferencia de la mayoría de los campeonatos que pertenecen a una promoción específica, el Campeonato Nacional Femenino de México no era propiedad de una sola promoción, en lugar de eso, los promotores que realizan programas en la Ciudad de México pueden solicitar a la comisión que el campeón trabaje en su programa.
Desde principios de la década de 1990, el campeonato se convirtió esencialmente en exclusivo del Consejo Mundial de Lucha Libre ya que solo se defendió en programas de CMLL durante años y solo ganó por luchadores bajo el contrato de CMLL. En 1995, Martha Villalobos ganó el campeonato en un programa de AAA por Galavision, oficialmente haciendo la transición del control de CMLL a AAA. En 2004, Lady Apache ganó el campeonato de Tiffany en un programa de la AAA y se llevó el título cuando se unió a CMLL en 2005. Lady Apache ganaría más tarde el Campeonato Mundial Femenil del CMLL y luego abandonó el Campeonato Nacional Femenino de México. El campeonato ha permanecido bajo el control de CMLL desde entonces.

## Campeonas

### Campeona actual
La campeona actual es Reina Isis, quien se encuentra en su primer reinado como campeona. Isis ganó el campeonato al derrotar a la Lluvia en la final de un torneo el 14 de julio de 2023 en el 40 Aniversario de Atlantis.
Isis registra hasta el 29 de junio de 2025 las siguientes defensas televisadas:
1. vs Valkyria (martes 29 de agosto de 2023, Arena Coliseo Guadalajara)

2. vs Skadi (martes 23 de enero de 2024, Martes de Arena México).
3. vs Zeuxis (viernes 8 de marzo de 2024, Super Viernes de Arena México).
4. vs Lluvia (sábado 20 de abril de 2024, Mazatlán, Sinaloa Cancha Germán Evers).

### Lista de campeonas
|                                           | Luchador            | N.º | Fecha                    | Días | Show o evento              | Notas y referencias |
| ----------------------------------------- | ------------------- | --- | ------------------------ | ---- | -------------------------- | --- |
| Comisión de Box y Lucha Libre México D.F. |                     |     |                          |      |                            | |
| 1                                         | La Dama Enmascarada | 1   | 1955                     | N/A  | House show                 | Ganó un torneo para convertirse en la primera campeona femenina.                                                               |
| 2                                         | Irma Gonzales       | 1   | 1955                     | N/A  | House show                 | |
| 3                                         | Rose Williams       | 1   | 1 de julio de 1957       | N/A  | House show                 | |
| 4                                         | Chabela Romero      | 1   | 1959                     | N/A  | House show                 | |
| 5                                         | Irma Gonzales       | 2   | 1959                     | N/A  | House show                 | |
| 6                                         | Isabel Romero       | 2   | 1964                     | N/A  | House show                 | Antes conocido como Chabela Romero.                                                                                            |
| 7                                         | Jarochita Rivero    | 1   | 12 de mayo de 1966       | 91   | House show                 | |
| 8                                         | Isabel Romero       | 3   | 11 de agosto de 1966     | N/A  | House show                 | |
| 9                                         | Rossy Moreno        | 1   | 1980                     | N/A  | House show                 | |
| 10                                        | Reyna Gallegos      | 1   | 30 de marzo de 1986      | 642  | House show                 | Derrotó a La Briosa para ganar el campeonato, no está claro si La Briosa fue el campeón defensor o si fue la final del torneo. |
| —                                         | Vacante             | —   | 1988                     | —    | —                          | Debido al retiro de Gallegos.                                                                                                  |
| 11                                        | La Briosa           | 1   | 30 de marzo de 1988      | 102  | House show                 | Derrotó a Zuleyma en la final del torneo.                                                                                      |
| 12                                        | Zuleyma             | 1   | 10 de julio de 1988      | 394  | House show                 | |
| 13                                        | La Marquesa         | 1   | 8 de agosto de 1989      | 234  | House show                 | |
| 14                                        | Zuleyma             | 2   | 30 de marzo de 1990      | 330  | House show                 | |
| —                                         | Vacante             | —   | 23 de febrero de 1991    | —    | —                          | Debido a que Zuleyma ganó el Campeonato Mundial Femenil de la UWA.                                                             |
| 15                                        | Neftalí             | 1   | 7 de noviembre de 1991   | 102  | House show                 | Derrotó a Vicky Carranza en la final del torneo.                                                                               |
| 16                                        | La Sirenita         | 1   | 27 de julio de 1992      | 198  | House show                 | |
| —                                         | Vacante             | —   | 13 de enero de 1993      | —    | —                          | Debido su embarazo de La Sirenita.                                                                                             |
| Consejo Mundial de Lucha Libre            |                     |     |                          |      |                            | |
| 17                                        | La Diabólica        | 1   | 21 de agosto de 1993     | 50   | House show                 | Derrotó a Lady Apache en la final del torneo.                                                                                  |
| —                                         | Vacante             | —   | 23 de febrero de 1993    | —    | —                          | Debido a que La Diabólica ganó el Campeonato Mundial Femenil del CMLL.                                                         |
| 18                                        | La Sirenita         | 2   | 18 de enero de 1994      | 676  | Martes De Coliseo          | Derrotó a Maria del Angel en la final del torneo.                                                                              |
| Asistencia Asesoría y Administración      |                     |     |                          |      |                            | |
| 19                                        | Martha Villalobos   | 1   | 25 de noviembre de 1995  | 208  | House show                 | |
| —                                         | Vacante             | —   | 12 de mayo de 1996       | —    | —                          | Villalobos renunció al título por razones desconocidas.                                                                        |
| 20                                        | Martha Villalobos   | 2   | 21 de junio de 1996      | 1399 | Martes De Coliseo          | Derrotó a La Practicante en la final del torneo. Este es el reinado más largo de la historia                                   |
| 21                                        | Tiffany             | 1   | 20 de abril de 2000      | 745  | AAA Sin Límite             | |
| 22                                        | Lady Apache         | 1   | 5 de mayo de 2002        | 301  | AAA Sin Límite             | |
| 23                                        | Tiffany             | 2   | 2 de marzo de 2003       | 336  | AAA Sin Límite             | |
| 24                                        | Lady Apache         | 2   | 1 de febrero de 2004     | 1169 | AAA Sin Límite             | |
| Consejo Mundial de Lucha Libre            |                     |     |                          |      |                            | |
| —                                         | Vacante             | —   | 15 de abril de 2007      | —    | —                          | Debido a que Apache ganó el Campeonato Mundial Femenil del CMLL.                                                               |
| 25                                        | Marcela             | 1   | 4 de mayo de 2007        | 637  | House show                 | Derrotó a Princesa Sujei en la final del torneo.                                                                               |
| 26                                        | Princesa Blanca     | 1   | 30 de enero de 2009      | 1397 | House show                 | |
| 27                                        | Estrellita          | 1   | 27 de noviembre de 2012  | 783  | House show                 | |
| 28                                        | Zeuxis              | 1   | 19 de enero de 2015      | 768  | House show                 | |
| 29                                        | Princesa Sugehit    | 1   | 25 de febrero de 2017    | 672  | House show                 | |
| 30                                        | La Metálica         | 1   | 29 de diciembre de 2018  | 636  | Domingos Arena México      | |
| 31                                        | Reyna Isis          | 1   | 25 de septiembre de 2020 | 417  | 87th Aniversario del CMLL  | |
| 32                                        | Dark Silueta        | 1   | 16 de noviembre de 2021  | 575  | House show                 | |
| —                                         | Vacante             | —   | 14 de junio de 2023      | —    | —                          | Debido a una lesión de Dark Silueta.                                                                                           |
| 33                                        | Reyna Isis          | 2   | 14 de julio de 2023      | 441  | 40 Aniversario de Atlantis | |
| 34                                        | Sanely              | 1   | 27 de septiembre de 2024 | 275+ | Noche de Campeones         | |

### Total de días con el título
A la fecha del 29 de junio de 2025.
| + | Indica el campeón actual |

| N.º | Campeona          | Reinados | Total de días |
| --- | ----------------- | -------- | ------------- |
| 1   | Martha Villalobos | 2        | 1607          |
| 2   | Lady Apache       | 2        | 1470          |
| 3   | Princesa Blanca   | 1        | 1397          |
| 4   | Tiffany           | 2        | 1081          |
| 5   | La Sirenita       | 2        | 1012          |
| 6   | Reyna Isis        | 2        | 858           |
| 7   | Estrellita        | 1        | 783           |
| 8   | Zeuxis            | 1        | 768           |
| 9   | Zuleyma           | 2        | 724           |
| 10  | Princesa Sugehit  | 1        | 672           |
| 11  | Reyna Gallegos    | 1        | 642           |
| 12  | Marcela           | 1        | 637           |
| 13  | La Metálica       | 1        | 636           |
| 14  | Dark Silueta      | 1        | 575           |
| 15  | Neftalí           | 1        | 253           |
| 16  | La Marqueza       | 1        | 234           |
| 17  | La Briosa         | 1        | 102           |
| 18  | Jarochita Rivero  | 1        | 91            |
| 19  | La Diabólica      | 1        | 50            |
| 20  | Sanely            | 1        | 275+          |

### Mayor cantidad de reinados
| Reinados | Luchador (es)                                                             |
| -------- | ------------------------------------------------------------------------- |
| 3 veces  | Isabel Romero                                                             |
| 2 veces  | Zuleyma, La Sirenita, Martha Villalobos, Tiffany, Lady Apache, Reyna Isis |